# Старушик Петро Пилипович
Петро Пилипович Старушик ( 5 січня 1944 року у Замшанах, що на Ратнівщині - 12 травня 2024) — композитор, диригент, педагог.
За свою більш ніж сорокарічну творчу діяльність Петро Старушик виховав сотню професійних музикантів та написав чимало творів. В скарбниці Петра Пилиповича — пісні на слова Тараса Шевченка, Лесі Українки, Олени Криштальської, вокальні твори про Горохівський район. А ще — безліч перекладів народних пісень для хору, обробок народної музики для різних інструментів. І сьогодні муза не полишає маестро. Політ фантазії допомагає формувати репертуар для камерного та церковного хорів, які створив і якими керує останні 20 років.

#### Життєпис

##### Ранні роки
Уперше Петро Старушик народився 5 січня, перед Різдвом, 1944 р. у с. Замшани, що на Ратнівщині. А вдруге — через кілька місяців на березі невідомої річки. Йшла війна. Вже ближче до літа перед лицем смертельної небезпеки довелося рятуватися втечею із села, тож батьки повантажили на віз дітей, нехитре домашнє начиння та й подалися до лісу.
– На шляху стрілася глибоченька річка, довелося увесь скарб переносити на плечах убрід, — розповідає Петро Пилипович. — Мене поклали на бережку, а коли все перенесли і кинулись шукати, не знайшли. Я був малесенький, як пташа, до того ж, мабуть, ще й міцно спав, а тут — висока трава, ситники і смертельна небезпека наступала на п'яти… Мусили втікати без мене.
Та не буває лиха без добра. Того ж дня через цей же брід рятувалася втечею од війни інша сім'я — і почула крик малюка.
Родина у Старушиків була чималеньке. Мама Уляна Акатіївна і батько Пилип Омелянович надбали аж дев'ятеро синів і дочок. Жодного з дідів Петро Пилипович не пам'ятає, бо один — по матері — загинув 1914-го на Першій світовій війні (передали рідним тільки дідову солдатську ложку,) другий — по батькові — помер 1937-го, коли його синові було лише чотирнадцять років. Виховували майбутнього композитора мамина баба Прозина (Зіна) та батькова — Явдошка. І досі Петро Пилипович згадує, як вони, співаючи і плачучи, господарювали, пололи, жали серпами, льон намочували в озері Любань та прачами вибивали, а в неділю, взявши дітей, йшли до старовинної Замшанської сільської церкви, що носить ім'я архістратига Михаїла.

##### Навчання
Першою людиною, котра захопила Петра Пилиповича музикою, був сільський самородок-скрипаль дядько Адам. Жодне весілля в окрузі не обходилося без його участі. Ще хлопчиком Петро Старушик ходив слухати його гру на весіллях. А пізніше і сам почав грати з ним, — ділиться спогадами маестро. — Мої брати Андрій і Василь грали на баяні, я ж опанував ще й гру на гармонії та скрипці.
Петро Пилипович став професійним музикою. Після семирічки влаштувався на роботу, а невдовзі вступив на музичне відділення Луцького педагогічного училища. Потрапив, як каже, в добрі руки — до відомих педагогів Марії Тесунової, Миколи Самохваленка  та Георгія Мірецького, од котрих пройнявся  любов'ю до композиторства. Та цей талант хлопця приспав життєвий вир. Заочно продовжив навчання на музично-педагогічному факультеті Рівненського педінституту.

#### Творчість

##### Робота
У 1965 р. молодий освітянин отримав направлення в Горохівську середню школу ім.. Івана Франка. Невдовзі здібного педагога запросили у Горохівську дитячу музичну школу, де Петро Пилипович тридцять років працював у Горохівській музичній школі, з них 25 — на посаді директора. Це був найплідніший творчий період на композиторській ниві митця. У цей час написані пісні: «Ой чого ти почорніло» на слова Тараса Шевченка, «Вечірня година» на слова Лесі Українки, ціла низка творів на слова місцевих поетів; «Рідне місто моє», «Дума про долю», «Величальна Україні», «Дума про Берестечко» на слова Діани Радчук, «Пісня про Світязь» на слова Олени Криштальської, «Дика Рожа», «Печихвостівські вогні» на слова Євгена Рекрута та інші. Твори Петра Старушика і сьогодні звучать у репертуарі народних аматорських та хорових колективів району. Зроблено багато обробок, аранжувань, перекладів народних пісень для хору, інструментовок народної музики для різних ансамблів. У 2003 році творчий доробок колективу отримав високу оцінку і йому було присвоєно звання «народний аматорський». Петром Старушиком був створений ще один прекрасний колектив з різноманітним та колоритним репертуаром — це чоловічий квартет, який і сьогодні користується великим успіхом та симпатією серед слухачів. Петро Пилипович має хороші вокальні дані, співає у вокальному чоловічому квартеті РНД «Просвіта», більше 40 років — у народній аматорській чоловічій капелі РНД «Просвіта», протягом 30 років — у народній аматорській капелі працівників культури району.

##### Книги
2003-го видав збірку «Я Богу дякую за все»;
2008-го –  «Тобі, Україно, молитва душі»;
2013-го - "Обіймись, Україно!";
2019-го - "Три шляхи широкії"; видано компакт-диск творів

##### Нагороди
Неодноразово нагороджувався Почесними грамотами Горохівської райдержадміністрації, районної ради, управління культури Волинської облдержадміністрації, облдержадміністрації, обласної ради.
У 2015 році присвоєно Почесне звання "Заслужений працівник культури України"
У 2021 році -нагороджений Почесною грамотою Горохівської міської ради, з нагоди 30 - річчя Незалежності України.